# Xanthodius denticulatus
Xanthodius denticulatus är en kräftdjursart som först beskrevs av White 1848.  Xanthodius denticulatus ingår i släktet Xanthodius och familjen Xanthidae. Inga underarter finns listade i Catalogue of Life.